# Phare du Château
Le phare du Château  (en anglais : Castle Breackwater) est un phare maritime situé en bout de la jetée du port de Saint-Pierre-Port, proche du Château Cornet, à Guernesey.
Il est géré par les autorités portuaires de Guernesey.

## Histoire

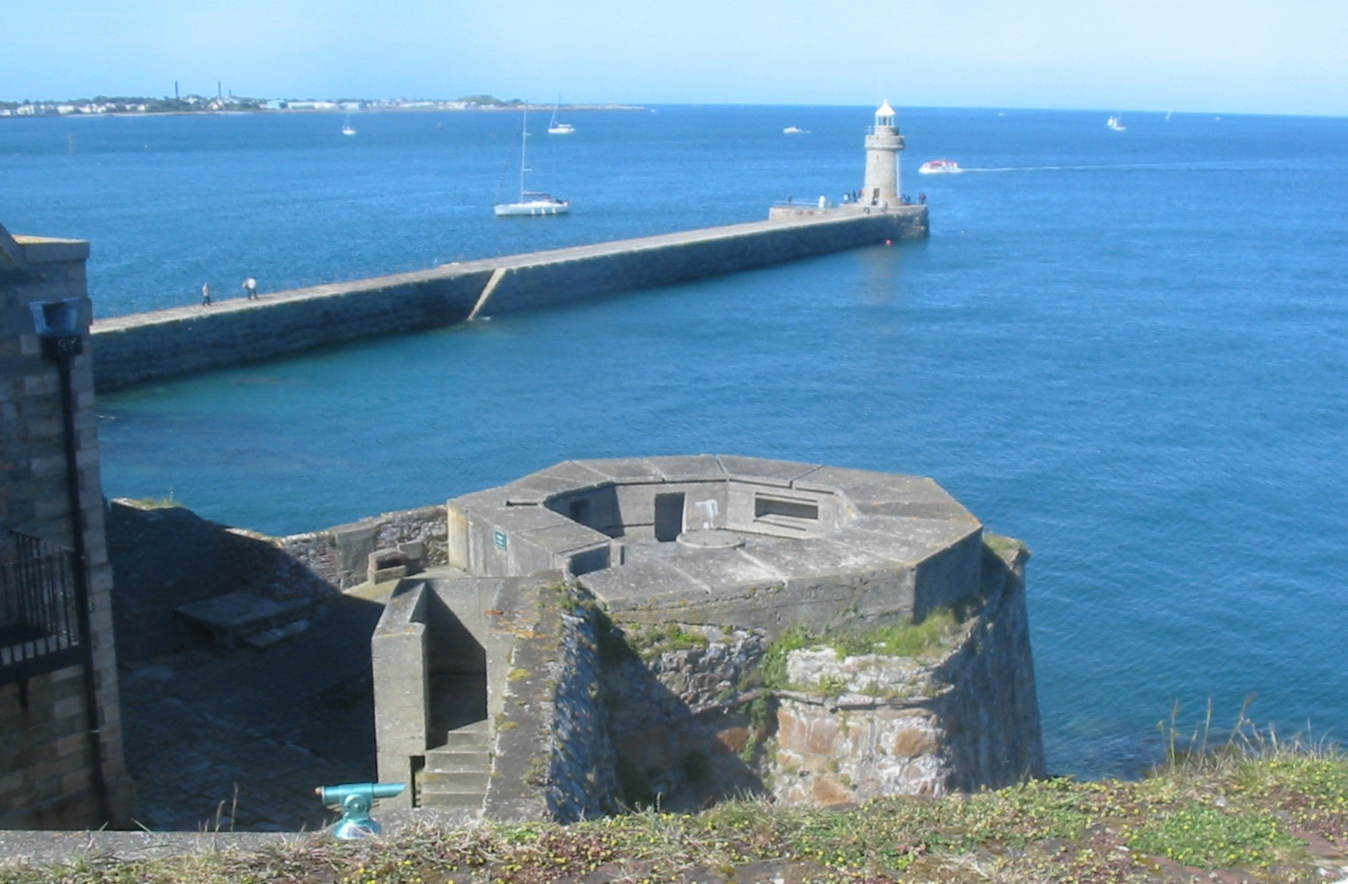
Le phare vue du Château Cornet

Ce phare a été construit aux alentours des années 1850 en même temps que la jetée menant au Château Cornet pour la fortification du port en réponse à une invasion possible de forces françaises sous la direction de Napoléon. C'est une tour en granit de 12 m de haut, avec galerie et lanterne. Le phare, côté mer, porte des bandes horizontales noires et blanches pour être encore plus visible.
Il émet une lumière continue, blanche pendant 7.5 secondes et rouge pendant 2.5 secondes. Pendant les périodes de visibilité limitée, une corne de brume sonne une fois tous les 15 secondes activée manuellement par le Contrôle Portuaire de Guernesey.
Une tour métallique, sur l'autre jetée, émet un feu vert. Les installations sont accessibles à pied sur les jetées.

### Lien connexe
- Liste des phares des Îles Anglo-Normandes